# Juan de Valdés
Juan de Valdés (także: Valdésso i Val d'Esso, ur. około 1509 w Cuenca, zm. w maju 1541 w Neapolu) – hiszpański reformator religijny i pisarz, pionier reformacji w Hiszpanii i Włoszech.

## Życiorys
Był młodszym z dwóch synów Fernando de Valdésa, dziedzicznego zarządcy (regidora) Cuenki w Kastylii. Jego bratem był Alfonso, również humanista i dworzanin Karola V.
Przypuszczalnie studiował na uniwersytecie w Alcalá de Henares. Jego pierwsza książka Diálogo de doctrina cristiana, nuevamente compuesta por un religioso (1529), krytykowała zepsucie Kościoła rzymskokatolickiego i chociaż była opublikowana anonimowo, to Valdés z lęku przed Inkwizycją, w 1530 uciekł z Hiszpanii do Neapolu.
Po krótkich pobytach w Rzymie, na dworze papieża Klemensa VII, i w Bolonii, osiedlił się na stałe w Neapolu (od ok. 1534). Jego dom w dzielnicy Chiaja stał się ośrodkiem literackim i religijnym, jego rękopisy wzywały do duchowej i mistycznej odnowy Kościoła. Najważniejszymi bywalcami w jego domu byli: Pietro Martire Vermigli i Marcantonio Flaminio, którzy prowadzili dysputy. Do tego kręgu intelektualistów należały też kobiety, m.in. Vittoria Colonna i jej przyrodnia siostra Giulia Gonzaga.
Pierwszym dziełem Valdésa napisanym w Neapolu był traktat filologiczny Diálogo de la lengua (Dialog o języku, ok. 1535), jedno z pierwszych dzieł renesansowych poświęconych językowi hiszpańskiemu, jego gramatyce, ortografii i kwestiom stylistycznym. Przeznaczony dla włoskich przyjaciół autora, dialog w przystępny sposób przedstawiał podstawowe zasady poprawnego stosowania norm języka hiszpańskiego; zawierał także uwagi o najwybitniejszych dziełach literackich, mogących stanowić wzór językowy dla hiszpańskiej poezji, powieści i historiografii.
Valdésa nie interesowała jednak kariera literacka, lecz teologia i etyka. Rozpoczął tłumaczenie Biblii na język hiszpański z języków oryginalnych: hebrajskiego i greckiego. Tę pracę przerwała jego śmierć.
Valdés wywarł znaczny wpływ na Bernardino Ochino, któremu podsuwał tematy kazań. Pietro Carnesecchi przypisuje Valdésowi opracowanie protestanckiej doktryny usprawiedliwienia przez wiarę. Jednocześnie Valdés był przeciwny schizmie luterańskiej.
Śmierć Valdésa i inwigilacja Inkwizycji rozproszyły jego zwolenników: porzucając nadzieję na odrodzenie katolicyzmu Ochino i Vermigli wyjechali z Włoch. Niektóre z pism Valdésa były stopniowo tłumaczone na język włoski i publikowane. W przeciwieństwie do późniejszych reformatorów włoskich, Valdés nie wyznawał unitarianizmu i propagował indywidualną i rozsądną pobożność.

## Dzieła
Niektóre dzieła zaginęły lub zostały zniszczone przez Inkwizycję.
1. Diálogo de doctrina cristiana (Alcalá de Henares, 1529)
2. Diálogo de la Lengua (napisany ok. 1535; publikacje: Madryt 1737, 1860, 1873)
3. Qual Maniera si devrebbe tenere a il jornare ... gli figliuoli de Christiani delle Cose delta Religione (wwyd. przed 1545)
4. Cinque Tratatelli Evangelici (Rzym 1545)
5. Alfabeto Christiano (około 1537)
6. Ciento i Diez Consideraciones
7. Comentario Breve ... sobre la Epistola de San Pablo a los Romanes (Wenecja 1556)
8. Comentario Breve ... sobre la Primera Epistola de san Pablo a los Corintios (Wenecja 1557)
9. El Evangelio de San Mateo
10. El Salterio (tłumaczenie Psalmów na hiszpański)